# Arbeitskraftunternehmer
Der Begriff des Arbeitskraftunternehmers stammt von dem Chemnitzer Soziologen G. Günter Voß und dem Münchner Soziologen Hans J. Pongratz. Sie bezeichnen mit diesem Begriff einen angenommenen Typus von Arbeitskraft, der genötigt ist, mit seiner eigenen Arbeitskraft wie ein Unternehmer umzugehen. Ihrer Ansicht nach könnte der Arbeitskraftunternehmer zu einem neuen gesellschaftlichen Leittypus des globalen Kapitalismus werden. Abgeleitet wird diese Vermutung von den Entgrenzungsprozessen im Bereich der Arbeitskraft, welche die Industriesoziologie in den letzten Jahren maßgeblich unter dem Terminus der Neuen Selbständigkeit beobachtet und intensiv diskutiert.

## Merkmale
Der Arbeitskraftunternehmer zeichnet sich aus durch verstärkte Selbstkontrolle, erweiterte Selbst-Ökonomisierung, Selbst-Rationalisierung und Verbetrieblichung der Lebensführung.
Verstärkte Selbstkontrolle
Weil Unternehmen zunehmend ergebnis- und marktorientierte Ziele für die Beschäftigten vorgeben, statt deren Arbeit im Einzelnen zu regulieren („Wie sie die Arbeit machen, ist egal, Hauptsache, das Ergebnis stimmt“), sind die Beschäftigten genötigt, ihre Arbeit selbst im Rahmen der Unternehmensziele zu organisieren und zu kontrollieren. Sie verlegen also eine klassische Managementfunktion in ihre eigene Person. Diese Entwicklung wird freilich begleitet von erhöhtem Leistungsdruck und neuartigen Formen indirekter Steuerung der Arbeit.
- Der Arbeitskraftunternehmer betreibt eine verstärkte selbständige Planung, Steuerung und Überwachung der eigenen Tätigkeiten, sprich eine aktive Selbststeuerung statt passiver Erfüllung fremdgesetzter und durchstrukturierter Anforderungen. Die direkte Steuerung fällt weitestgehend weg und wird durch die indirekte Steuerung (Zielvorgaben, Unternehmensphilosophie etc.) ersetzt.
- Der Arbeitskraftunternehmer steuert und überwacht selbst den Prozess der Umformung des Fähigkeits-Potentials in konkrete Arbeitsleistung.
- Für diese neue Form der Selbstregulierung werden Fähigkeiten im Umgang mit technischen Hilfsmitteln zur Arbeitsplanung (Kalender, Handy, Notebook, Palm etc.) immer wichtiger.
- Im Unterschied zu anderen Konzepten, die sich mit der Organisation von Arbeitskraft beschäftigen, ist der Herrschaftszusammenhang beim Arbeitskraftunternehmer subjektiviert. Das heißt, der Arbeitende hat gelernt, im Sinne des über ihn verfügenden Unternehmens zu denken und zu handeln, durch Selbst-Beherrschung erfüllt er die an ihn gesetzten (bzw. von ihm antizipierten) Erwartungen von sich aus.

Erweiterte Selbst-Ökonomisierung
Die Beschäftigten sind genötigt, mit ihrer eigenen Arbeitskraft strategisch umzugehen – eben als ob sie Unternehmer ihrer eigenen Arbeitskraft wären. Sie müssen ihre Arbeitskraft permanent selbständig entwickeln und bewusst produzieren sowie planmäßig Selbstmarketing betreiben.
- Das Verhältnis des Arbeitnehmers zu seiner eigenen Arbeitskraft (als Ware) ändert sich. Der Arbeitskraftunternehmer ist heute als strategisch handelnder Akteur auf dem inner- und überbetrieblichen Arbeitsmarkt zugange. Er betreibt zunehmend eine wirtschaftliche Nutzung des eigenen Arbeitsvermögens und eine aktiv zweckgerichtete „Produktion“ und „Vermarktung“ der eigenen Fähigkeiten und Leistungen – sowohl auf dem Arbeitsmarkt wie innerhalb von Betrieben.
- Diese neue Qualität der Ökonomisierung der Arbeitskraft findet auf zwei Ebenen statt. (1) Die eigenen Fähigkeiten müssen gezielt aufgebaut und weiterentwickelt werden und (2) muss die eigene Arbeitskraft aktiv angeboten und deren Nutzen vermarktet (sprich: beworben) werden.

Selbst-Rationalisierung und Verbetrieblichung der Lebensführung
Die Beschäftigten sind genötigt, nicht nur ihre Arbeit, sondern ihren gesamten Lebenszusammenhang zunehmend bewusst durchzuplanen und zu gestalten, da die Grenzen zwischen Arbeit und Leben durchlässig geworden sind.
- Der Arbeitskraftunternehmer betreibt über die Selbstkontrolle und die Selbstökonomisierung hinaus eine wachsende bewusste Durchorganisierung von Alltag und Lebensverlauf. Hieraus ergibt sich eine verstärkte Tendenz zur Verbetrieblichung der Lebensführung.
- Damit einher geht eine Formierung der individuellen Ressourcen, mithin eine Ausrichtung des gesamten Lebenszusammenhangs auf den Erwerbszweck hin. Damit verbunden sind räumliche und zeitliche Friktionen in der für klassische Industriegesellschaften charakteristischen Grenzziehung zwischen Arbeit und Privatleben (Entgrenzung der Arbeit).

Arbeitskraftunternehmer sind mithin hochgradig individualisierte Beschäftigte, deren Arbeitsverhältnisse nur mehr in geringem Grad sozial und institutionell reguliert sind. Voß und Pongratz beurteilen diesen Typus sehr ambivalent: Er verfügt über relativ hohe Freiheit von direkter Fremdbestimmung, ist aber zugleich gezwungen, diese Fremdbestimmung durch starke Selbstdisziplinierung im Sinne der Verwertbarkeit seiner Arbeitskraft zu ersetzen.
Der Begriff des Arbeitskraftunternehmers hat seit der ersten Publikation 1998 eine steile Karriere gemacht und wird heute in den Diskussionen um die Entwicklung und Entgrenzung der Arbeit permanent zitiert. Unstrittig sind die Tendenzen, die Voß und Pongratz beschreiben; gestritten wird jedoch darum, inwieweit dieser Typus von Arbeitskraft tatsächlich empirisch als abgrenzbare Gruppe aufzufinden ist. Nach Angaben von Pongratz dürften sich Erwerbstätige, die dem Typus des Arbeitskraftunternehmers entsprechen, am ehesten unter den hochqualifizierten Selbständigen im Bereich der Medien, der Bildung und Beratung sowie der Kultur finden, aber auch bei den gewöhnlich abhängig beschäftigten Softwareentwicklern u. Ä. Ähnliche Züge weisen ihm zufolge Beschäftigte in niedrig qualifizierter Dienstleistungsarbeit auf, die jedoch mit weit ungünstigeren Bedingungen zu kämpfen haben.
Die Theorieentwicklung zum Arbeitskraftunternehmer findet aktuell eine wichtige Erweiterung mit Forschungen zum Wandel von Konsum und Privatheit unter dem Stichwort „Arbeitender Kunde“. Dabei wird ein zum Arbeitskraftunternehmer komplementärer Typus des Konsumenten entwickelt, der als die reproduktive ‚Rückseite‘ der
unternehmerischen Arbeitskraft angesehen werden kann.
Kritik am Modell des Arbeitskraftunternehmers
- In der empirischen Untersuchung von Pongratz und Voß (2003) hat man herausgefunden, dass Leistungsoptimierung (Selbstkontrolle) meist mit einer Absicherungsmentalität konform geht. Dies widerspricht der These der Selbstökonomisierung und wirft ein theoretisches Erklärungsproblem des Arbeitskraftunternehmerkonzeptes auf.
- Auf beruflich qualifizierte Arbeitnehmer zurückgreifen zu können, verringert die Aufwendungen von Erwerbsorganisationen in die Qualifizierung ihres Personals. Berufsfachlich qualifizierte Arbeitnehmer haben mehr Optionen bei der Vermarktung ihrer Arbeitskraft, da betriebliche Karrieren eine strukturierende Rolle übernehmen.
- Aus betrieblichen Anerkennungsverhältnissen entlassen – ohne Orientierungsmöglichkeiten an organisationsbezogenen Karrieremustern und zugleich ohne Orientierung durch überbetriebliche institutionalisierte Muster der Qualifikationsentwicklung und Karriere –, kann der Arbeitskraftunternehmer nur den riskanten Weg einschlagen, den wechselnden Konjunkturen, Moden und Trends zu folgen, die in immer kürzeren Abständen die Zukunftsbranchen hervorbringen und wieder verschwinden lassen.
- Je komplexer und qualifizierter die geforderte Arbeit, desto mehr ist der Unternehmer auf eine loyale Selbstkontrolle der Beschäftigten angewiesen, die sich nicht in formalen Anweisungen fassen lässt. Diese Loyalität kann aber nicht umstandslos vorausgesetzt werden.
- In den Paradebeispielen für Arbeitsmärkte der Arbeitskraftunternehmer gibt es eine Tendenz zur Verberuflichung. Die Arbeitgeber setzen wieder verstärkt auf berufsfachlich qualifizierte Arbeitskräfte. Die bunte Truppe der Quereinsteiger und flexibel Qualifizierten (tendenziell Arbeitskraftunternehmer) ist am ehesten von Entlassungen betroffen und hat die größten Probleme beim Wiedereinstieg.
- Möglich ist, dass die erweiterte Selbstkontrolle gerade dann auftritt, wenn man einen Beruf hat. Es wäre dann eben nicht der entberuflichte Arbeitskraftunternehmer, sondern eher ein verberuflichter Arbeitnehmer.
- Der „Übergang“ zum Arbeitskraftunternehmer ist kein Übergang, sondern eine nebenläufige Entwicklung. Gerade in den Bereichen, die nicht zur Massenproduktion tauglich sind und sich gegen tayloristische Rationalisierungsmaßnahmen sperren, kommen Typen von Arbeitskraft mit erweiterter Selbstkontrolle vor.